# Capitol Records
Capitol Records este o casă de discuri americană fondată în anul 1942, în Los Angeles.